# Досметов, Садык
Садык Досметов (кирг. Сыдық Досметов; 1900 год, кишлак Сайрам, Туркестанский край, Российская империя — 1979 год) — колхозник, табунщик, Герой Социалистического Труда (1949).

## Биография
Родился в 1900 году в кишлаке Сайрам, Туркестанский край. В 1930 году вступил в колхоз «Коммунизм» Сайрамского района Южно-Казахстанской области. Работал рядовым колхозником, потом был заместителем начальника правления, заведующим коневодческой фермой и табунщиком. В 1960 году вышел на пенсию.
В 1949 году вырастил 50 жеребят от 50 конематок. За получение высокой продуктивности животноводства удостоен звания Героя Социалистического Труда указом Президиума Верховного Совета СССР от 12 июля 1949 года с вручением ордена Ленина и золотой медали «Серп и Молот».
Награды
- Герой Социалистического Труда
- Орден Ленина (1949).